# Сезон тихоокеанских тайфунов 2018 года
Сезон тихоокеанских тайфунов 2018 — часть года, когда тропические циклоны формируются в западной части Тихого океана. Область рассмотрения статьи ограничена с востока линией перемены дат, с запада 110 меридианом восточной долготы, с юга — экватором. Каких-либо строгих ограничений на время формирования тропических циклонов в этом регионе не существует, но большая их часть формируется с июня по ноябрь, когда морская вода наиболее теплая.
В данном регионе существует две организации, которые присваивают имена тропическим циклонам: Японское метеорологическое агентство (JMA) и Филиппинское управление атмосферных, геофизических и астрономических служб (PAGASA). Тропические депрессии, наблюдаемые Объединённым военно-морским центром по предупреждению о тайфунах США (JTWC), получают цифровое обозначение с суффиксом W. Первый шторм получил собственное имя 3 января, а первый тайфун достиг необходимой для этого статуса силы ветра 30 марта, вскоре став первым супертайфуном сезона.

## Метеопрогнозы на сезон
| Дата выхода прогноза                                                                     | Автор прогноза  | Прогнозный период   | Прогнозный период   | Число тропических циклонов | Сноска |
| ---------------------------------------------------------------------------------------- | --------------- | ------------------- | ------------------- | -------------------------- | ------ |
| 15 января 2018                                                                           | PAGASA          | январь — март       | январь — март       | 1 — 3                      | [ 1 ]  |
| 15 января 2018                                                                           | PAGASA          | апрель — июнь       | апрель — июнь       | 2 — 4                      | [ 1 ]  |
| 15 марта 2018                                                                            | VNCHMF          | январь — декабрь    | январь — декабрь    | 20 — 24                    | [ 2 ]  |
| Сезон 2018 года                                                                          | Источник данных | Тропических циклоны | Тропических штормов | Тайфунов                   | Ref    |
| Число тропических циклонов разной силы по данным различных метеорологических организаций | JMA             | 21                  | 13                  | 5                          |        |
| Число тропических циклонов разной силы по данным различных метеорологических организаций | JTWC            | 17                  | 14                  | 6                          |        |
| Число тропических циклонов разной силы по данным различных метеорологических организаций | PAGASA          | 10                  | 8                   | 1                          |        |

В течение всего года несколько национальных метеослужб и научных учреждений прогнозируют, сколько тропических циклонов, тропических штормов и тайфунов сформируется в течение сезона и/или сколько тропических циклонов повлияет на конкретную страну. К этим агентствам относится консорциум рисков тропических штормов (TSR) университетского колледжа Лондона, Филиппинское управление атмосферных, геофизических и астрономических служб (PAGASA) и Центральное бюро погоды Тайваня. Так же региональные прогнозы выпускают обсерватория Гонконга и Вьетнамский национальный центр гидрометеорологических прогнозов (VNCHMF).
Первый прогноз на сезон 2018 год был выпущен PAGASA 15 января и охватил первое полугодие, в нём филиппинская команда прогнозистов предположила, что с января по март возникнет от одного до трех тропических циклонов (на самом деле возникло два), а с апреля по июнь через вьетнамскую зону ответственности пройдут от двух до четырёх тропических циклонов (по состоянию на середину апреля через неё прошел один циклон). Эта же команда предположила, что Ла-Нинья в этом году будет непродолжительной и рассеется между февралем и апрелем.
21 марта VNCHMF выпустил прогноз, в котором предполагается, что в сезоне 2018 от 12 до 13 тропических циклонов повлияю на Вьетнам, что выше средних многолетних значений. 23 марта обсерватория Гонконга опубликовала свой прогноз, в котором предположила, что за год на расстоянии менее 500 км от города пройдет от пяти до восьми циклонов, что соответствует средним многолетним значениям. Отдельно отмечено, что первый тропический циклон, воздействующий на сам город ожидается в июне или мае. 11 мая TSR выпустил свой первый прогноз на сезон, ожидая 27 штормов с собственными именами, 17 тайфунов и 9 сильных тайфунов.

## Хронология сезона
Сезон 2018 продолжил сезон прошлого года без разрыва — тропическая депрессия, позднее превратившаяся в шторм Болавен (Агатон по классификации PAGASA), возникла в конце декабря 2017 года, но развитие получила уже в 2018 году. Через месяц на южные Филиппины обрушился тропический шторм Самба (Басянг), а в середине мар та в открытом океане сформировался первый тайфун сезона Джелават, который несмотря на свою силу (неофициально он получил статус супертайфуна) не принес жертв и разрушений, поскольку весь свой жизненный цикл он прошел в открытом океане вдали от населенных территорий.

## Тропические циклоны сезона

### Тропический шторм Болавен (Агатон)
Область низкого давления развилась в тропическую депрессию к северо-востоку от Палау ранним утром 30 декабря 2017 года. Циклон смещался в западном направлении и 1 января 2018 года PAGASA начало выдавать рекомендации о системе и назначило ей имя Агатон. JMA и JTWC последовали примеру PAGASA, а JTWC в тот же день присвоил депрессии обозначение 01W. Именно из-за того, что все обозначения системе были присвоены уже в 2018 году, а также из-за того, что весь ущерб шторм нанес так же в 2018 году он отнесен именно к данному сезону, несмотря на то, что формально он сформировался ещё в 2017 году и должен был бы приписан к сезону прошлого года. К 3 января циклон усилился до тропического шторма и получил имя Болавен от JMA, став первым штормом с двумя именами в сезоне. Через несколько часов шторм ослабел и разрушился к востоку от Вьетнама 4 января.
Воздействие шторма было умеренным по сравнению с двумя предыдущими циклонами Кай-так и Томбин. Из сообщений в прессе известно только о двух тысячах человек, которые были вынуждены ожидать улучшения погоды в портах Висайских островов, сообщений о других нарушениях транспортного сообщения в странах региона не поступало. Шторм убил трех человек и нанес ущерб в 554 миллиона филиппинских песо.

### Тропический шторм Санба (Басянг)
Восьмого февраля область низкого давления превратилась в тропическую депрессию, расположенную к северу от штата Трук Федеративных Штатов Микронезии. Циклон медленно усиливался, и к одиннадцатому февраля достиг силы тропического шторма, после чего получил международное имя Санба от JMA. Практически сразу после этого шторм вошел в филиппинскую зону ответственности и получил региональное имя Басянг от PAGASA. Тринадцатого февраля шторм вышел на сушу на острове Бохоль, Филиппины уже ослабев до тропической депрессии. На следующий день циклон ослабел до тропического минимума, повторно выйдя на сушу в провинции Южный Суригао, остров Минданао, Филиппины.
Приблизительно 17 000 человек пострадали от шторма, а 14 — погибли. Экономический ущерб был оценен в 168 миллионов филиппинских песо.

### Тайфун Джелават (Калой)
24 марта к югу от Марианских островов сформировалась тропическая депрессия, получившая от JTWC обозначение 03W.
На следующий день циклон усилился до тропического шторма и получил имя Джелават от JMA, а к 18 часам 28 марта усилился до жестокого тропического шторма. Поздним вечером 29 марта в центральной части циклона начал формироваться глаз и в полночь 30 марта JMA повысило статус системы до тайфуна. В течение следующих 12 часов тайфун испытал эффект взрывной интенсификации, в результате чего за это небольшое время тайфун достиг четвёртой категории, став первым супертайфуном сезона с усредненной за 10 минут скоростью ветра в 175 км/ч, усредненной за 1 минуту скоростью ветра в 240 км/ч и минимальным давлением в 935 гПа. Из-за тайфуна Джелават были перенесены испытания китайской беспилотной подводной лодки, о жертвах и разрушениях не сообщалось, циклон прошел вдали от суши.

### Тропическая депрессия 04W
10 мая области низкого давления, располагавшейся к востоку от Марианских островов, был присвоен статус тропической депрессии, практически в это же время JTWC выдал предупреждение о формирование тропического циклона. В течение нескольких дней депрессия перемещалась по безлюдным районам Тихого океана, после чего начала слабеть и разрушаться. Финальное сообщение JWTC было выпущено 14 мая, а полностью циклон разрушился на следующий день. Никаких сообщений о жертвах и разрушениях не поступало.

### Тропический шторм Эвиниар
2 мая над Южно-Китайским морем сформировалась тропическая депрессия. Пройдя вдоль побережья Вьетнама она направилась в сторону острова Хайнань, прохождение циклона над северо-восточной частью которого ожидается в ночь с 5 на 6 июня. После этого шторм вышел на побережье континентального Китая и снова вернулся к острову Хайнань, совершив уже третий выход на сушу.
Циклон вызвал мощные ливни в регионе, так на востоке острова выпадало 218 мм осадков, а со вторника по пятницу в северной части острова может выпасть более полуметра осадков. В прибрежной части острова было отменено железнодорожное сообщение, сильно затруднено движение по автомобильным дорогам, отменены десятки авиарейсов. Шторм нанес ущерб в 3.67 миллиардов юаней (537 миллионов долларов США) и убил 8 человек на территории Китая.

### Жестокий тропический шторм Маликси (Доменг)
Область низкого давления несколько дней развивалась над Филиппи́нским морем, пока 4 июня не усилилась до тропической депрессии. Так как циклон расположен в пределах Филиппинской зоны ответственности (ФЗО), то сразу после достижения необходимой скорости ветра он получил имя Domeng, в тот же день JTWS выпустил предупреждение о формировании тропического циклона.
5 июня циклон поглотил малую тропическую депрессию, которая днем ранее возникла рядом с островом Яп.В результате мощных ливней, вызванных циклоном на территории Филиппин два человека погибли. 10 июня было объявлено, что циклон усилился до тайфуна, но позднее это сообщение было дезавуировано и окончательно циклон был оценен как жестокий тропический шторм, который 10 июня покинул ФЗО и превратился во внетропический циклон поздним вечером 11 июня. Маликси вызвал существенные осадки на территории Японии, но о жертвах и существенном ущербе не сообщается.

### Тропический шторм 07W
Т. н. «область возмущенной погоды» сформировалась 12 июня в рамках почти стационарного атмосферного фронта, который в летний период возникает в регионе. На следующий день циклон окреп до тропической депрессии и направился в сторону островов Яэяма, примерно в это же время JTWC начал выпускать рекомендации по этой системе. Циклон усилился до тропического шторма 14 июня, но JMA по прежнему считало его возмущением, встроенным в стационарный фронт. Шторм прошел вдоль побережья Японии и рассеялся в открытом океане. Ожидалось, что шторм повлияет на американскую базу на Окинаве, но циклон прошел мимо. О жертвах и разрушениях не сообщается.

### Тропический шторм Гаеми (Эстер)
Днем 14 июля, после двух дней развития в качестве зоны низкого давления, в Филиппинской зоне ответственности (ФЗО) сформировалась тропическая депрессия, получившая международное обозначение 08W и местное имя Ester. Циклон формирует мощные осадки на территории Филиппин и медленно смещается на северо-восток. Формирование депрессии усилило муссон, который и ранее активно заливал страну дождями, поэтому в ближайшее время следует ожидать новых наводнений и оползней. Циклон покинул ФЗО 15 июня и направился на северо-восток, и, пройдя вдоль побережья Японии, 16 июня вышел за область рассмотрения данной статьи, став внетропическим циклоном. Он окончательно рассеялся вдали от населенных регионов в статусе внетропической депрессии 18 июня. Шторм убил двух и ранил ещё трёх человек на территории Филиппин, о жертвах в других регионах не сообщается. Во время прохождения вдоль побережья Японии циклон вызвал мощные дожди, в отдельных городах были обновлены многолетние рекорды осадков, в горах сошли сели и оползни.

### Тайфун Прапирун (Флорита)
28 июня зона низкого давления, расположенная к востоку от атолла Окинотори сформировалась в тропическую депрессию, на следующий день циклон усилился до тропического шторма, 1 июля — до жестокого тропического шторма, а 2 июля — до тайфуна. Шторм вызвал усиление муссонных осадков в регионе, особенно от них пострадал остров Лусон, так же штормовое волнение и осадки отмечены на Тайване.Циклон убил одного человека и нанес серьезные повреждения развалинам средневекового замка в Японии, который является объектом Всемирного наследия ЮНЕСКО.

### Тайфун Мария (Гардо)
3 июля в Тихом океане сформировалась тропическая депрессия, которая быстро набирала мощь — на следующий день она усилилась до тропического шторма, получившего имя Мария, к утру 5 июля — до жестокого тропического шторма, а к вечеру того же дня — покинул ФЗО и усилился до тайфуна. 9 июля у циклона произошла замена глаза шторма и его сила стала эквивалентный урагану пятой категории. Тайфун вышел на сушу ночью 11 июня в китайской провинции Фуцзянь и на следующий день разрушился.
Мария нанесла региону ущерб в 630 млн. $: 623 млн. составил ущерб Восточному Китаю, 7.69 млн $ – Окинаве и 150 тысяч $ у – Гуаму, ураган также убил 11 человек в Японии.

### Тропический шторм Шонтинь (Генри)
15 июля к северу от Манилы область низкого давления превратилась в тропическую депрессию. Поскольку циклон находился в зоне ответственности агентства PAGASA он незамедлительно получил имя Генри, а JTWC выдал ему международное обозначение 11W. Через два дня циклон усилился до тропического шторма и получил от JMA имя Шонтинь. 18 июля шторм прошел через остров Хайнань, при этом практически не ослабев, затем несколько усилился над теплыми водами залива Бакбо и вышел на сушу в Северном Вьетнаме. Шторм быстро ослабел над континентом, но к 21 июля его остатки снова вышли к морю, где начали повторно превращаться в тропический циклон и к вечеру превратился в тропическую депрессию. 22 июля JTWC сообщил, что циклон усилился до тропического шторма, JMA продолжало утверждать, что это тропическая депрессия. 24 июля циклон разрушился окончательно.
Шонтинь вызвал мощные наводнения во Вьетнаме и Лаосе, а так же разрушил строящуюся гидроэлектростанцию в провинции Аттапы (Лаос). В регионе от удара стихии погибли 170 человек, более тысячи считается пропавшими без вести, экономический ущерб превысил 255 млн. $.

### Жестокий тропический шторм Ампил (Индай)
17 июля в филиппинском море возникла слабая тропическая депрессия. Учитывая благоприятные условия и глубокую конвекцию JWTC в тот же день присвоил ей обозначение 12W, а утром на следующий день к нему присоединилась и PAGASA, присвоив ей имя Индай. К 15 часам 18 июля циклон усилился до тропического шторма, получившего им Ампил, а на следующий день – усилился до жестокого тропического шторма с ветром в 95 км/ч. К 22 июля циклон ослабел до тропического шторма и в таком статусе вышел на побережье Китая. На следующий день циклон ослабел до тропической депрессии, а 24 июля – превратился в область низкого давления и окончательно распался.
Ампил вызвал сильные ливни в провинции Шаньдун, местами выпало до 237 мм. Циклон нанес ущерб в 241 млн. $ и убил одного человека.

### Тропическая депрессия 13W (Джози)
20 июля JMA сообщила, что в Южно-Китайском море возникла тропическая депрессия. На следующий день она вошла в зону ответственности PAGASA и получила имя Джози. Циклон попытался усилиться до тропического шторма, но столкнулся с сильным сдвигом ветра и начал разрушаться перед выходом на побережье Китая. Вечером 23 июля циклон полностью разрушился.

### Жестокий тропический шторм Вуконг
Поздним вечером 21 июля JWTC начал отслеживать тропическую депрессию, возникшую в 600 км к восток-юго-востоку от острова Минамитори (Япония), и назначил ей очередной номер 14W. JMA начало наблюдать за этим циклоном утром следующего дня, а ближе к вечеру JWTC присвоил ему статус тропического шторма, несмотря на сдвиг ветра и некоторое подавление конвекции. К 15 часам 23 июня JMA также повысило статус циклона и присвоило ему имя Вуконг. Перемещаясь к северу циклон попал в зону с ослабленным сдвигом ветра и достаточно теплой водой что незамедлительно привело к его усилению – к трем часам утра 25 июля JMA повысило Вуконга до жестокого тропического шторма, а через девять часов JWTC объявил, что шторм превратился в тайфун первой категории. На следующий день тайфун превратился во внетропический циклон и покинул область рассмотрения статьи. Однако, уже после этого момента циклон прошел вблизи побережья Дальнего Востока России, вызвав обильные осадки на территории Курильских островов. О жертвах и разрушениях ни на территории России, ни за её пределами не сообщалось.

### Тайфун Джондари
19 июля к юго-востоку от Гуама возникли первые предпосылки для формирования тропического циклона. Через два дня JWTC объявил, что в регионе сформировалась тропическая депрессия и начал отслеживать её развитие. JMA было настроено более скептически и объявило о формировании тропической депрессии только поздним вечером 23 июля. К 21:00 24 июля оба метеорологических агентства объявили, что циклон усилился до тропического шторма и получил имя Джондари, а к полудню следующего дня – усилился до жестокого тропического шторма и направился к северо-востоку. 26 июля шторм усилился до тайфуна, несмотря на вертикальный сдвиг ветра, а 27 июля – повернул на запад и направился в сторону Японии.Спустя два дня тайфун вышел на сушу в районе города Исе в префектуре Миэ с устойчивым ветром в 120 км/ч и давлением в 975 гПа. Циклон начал быстро терять силу после прохождения над землей и повторно вышел на сушу вблизи Шанхая ранним утром 3 августа, после чего продолжил быстро ослабевать и разрушился над территорией Китая на следующий день.
Джондари нанес совокупный ущерб в 1.48 млн. $, но обошлось без жертв.

### Тропическая депрессия 16W
29 июля в 807 км от японского острова Ио появились признаки формирования тропического циклона. В течение следующих двух дней обе региональные метеорологические организации, JTWC (30 июля) и JMA (31 июля), признали циклон тропической депрессией, получившей очередное порядковое обозначение 16W. Первые прогнозы предполагали, что циклон усилится до слабого тропического шторма, но сдвиг ветра помешал ему усилиться. Циклон стал субтропическим в полночь 1 августа, но оба агентства отслеживали его до полного распада 2 августа.

### Тайфун Шаньшань
2 августа к востоку-северо-востоку от Гуама начала развиваться тропическая депрессия. К полуночи 3 августа JWTC официально признал циклон тропической депрессией, которая получила обозначение 17W. За сутки циклон усилился до жестокого тропического шторма, получившего название Шаньшань. 4 августа шторм усилился до тайфуна и продолжил движение в сторону Японии, мимо побережья которой прошел 8 августа и направился в открытый океан. Тайфун оказал влияние на побережье Японии, нанес ущерб в 132 тысячи долларов префектуре Мияги, но на сушу не выходил и обошелся без жертв.

### Прочие циклоны
Небольшая тропическая депрессия сформировалась 17 июля недалеко от Гонконга и на следующий день распалась у побережья провинции Гуандун. Международного обозначения она не получала.

## Имена штормов
В северо-западной части Тихого океана имена тропическим циклонам присваивают две организации: Японское метеорологическое агентство (JMA) и Филиппинское управление атмосферных, геофизических и астрономических служб (PAGASA), в результате чего один и тот же шторм может получить два имени (по одному от каждой организации). Токийский центр «Тайфун» японского метеорологического агентства от имени Всемирной метеорологической организации присваивает международные имена тропическим циклонам, в которых усредненная за 10 минут скорость ветра превышает 65 км/ч. PAGASA назначает свои имена (не совпадающие с международными) всем тропическим циклонам, проходящими через свою зону ответственности, независимо от наличия у циклона международного имени. Имена разрушительных циклонов удаляются из списков и навечно закрепляются за соответствующим штормом. Если основной список для филиппинского региона будет исчерпан, то недостающие имена будут взяты из вспомогательного списка, публикуемого каждый год. Все имена приводятся в англоязычном написании, неиспользованные имена выделяет серый цвет.

### Международные имена
Тропический циклон получает свое имя при условии, что усредненная за 10 минут скорость ветра в нём больше или равна 65 км/ч.JMA выбрало имена из большого списка из 140 позиций, сформированного 14 странами, входящими во всемирную метеорологическую ассоциацию и её комитет по тайфунам. Эти 28 имен приведены ниже, так же рядом с ним указано международный номер, при его наличии.
| - Bolaven (1801) - Sanba (1802) - Jelawat (1803) - Ewiniar (1804) - Maliksi (1805) - Gaemi (1806) - Prapiroon (1807) | - Maria (1808) - Son-Tinh (1809) - Ampil (1810) - Wukong (1811) - Jongdari (1812) - Shanshan (1813) - Yagi (не использовано) | - Leepi (не использовано) - Bebinca (не использовано) - Rumbia (не использовано) - Soulik (не использовано) - Cimaron (не использовано) - Jebi (не использовано) - Mangkhut (не использовано) | - Barijat (не использовано) - Trami (не использовано) - Kong-rey (не использовано) - Yutu (не использовано) - Toraji (не использовано) - Man-yi (не использовано) - Usagi (не использовано) |

### Имена для филиппинского региона
PAGASA использует свои собственные имена для циклонов, возникших или перемещающихся через его зону ответственности. Список имен для сезона 2018 был ранее использован в сезоне 2014 года, и планируется к повторному использованию в будущем сезоне 2022 года. Из списка образца 2014 года выведены имена Glenda,Jose,Mario, Ruby и Seniang, поскольку соответствующие тропические циклоны нанесли существенный ущерб и эти имена будут закреплены за ними навсегда. На смену выбывшим именам в этом году введены новые: Gardo, Josie, Maymay, Rosita и Samuel. Основной и вспомогательный список приведен ниже.
| - Agaton (1801) - Basyang (1802) - Caloy (1803) - Domeng (1805) - Ester (1806) | - Florita (1807) - Gardo (1808) - Henry (1809) - Inday (1810) - Josie | - Karding (не использовано) - Luis (не использовано) - Maymay (не использовано) - Neneng (не использовано) - Ompong (не использовано) | - Paeng (не использовано) - Queenie (не использовано) - Rosita (не использовано) - Samuel (не использовано) - Tomas (не использовано) | - Usman (не использовано) - Venus (не использовано) - Waldo (не использовано) - Yayang (не использовано) - Zeny (не использовано) |

Вспомогательный список

| - Alakdan (не использовано) - Bagwis (не использовано) | - Chito (не использовано) - Diego (не использовано) | - Elena (не использовано) - Felino (не использовано) | - Gunding (не использовано) - Harriet (не использовано) | - Indang (не использовано) - Jessa (не использовано) |

## Последствия сезона
В этой таблице перечислены все тропические циклоны, возникшие или перемещавшиеся в северо-западной части Тихого океана к западу от линии перемены дат в 2018 году. В таблицу сведены данные о интенсивности, продолжительности, числе жертв и причиненном ущербе. Как правило обобщающие источники (годовые отчеты экстренных служб Филиппин, Китая, Японии и Вьетнама) описывают ущерб, причинный до перехода циклона в статус внетропического, поэтому ущерб нанесенный на территории России или Аляски тут не учитывается и упоминается в статье об конкретном циклоне по местным источникам.
| Имя                | Сроки существования                  | Классификация на пике развития | Средняя скорость ветра (км/ч) | Минимальное давление в центре циклона (гПа) | Затронутые регионы                                     | Ущерб (USD)  | Число погибших | Ссылки                                                          |
| ------------------ | ------------------------------------ | ------------------------------ | ----------------------------- | ------------------------------------------- | ------------------------------------------------------ | ------------ | -------------- | --------------------------------------------------------------- |
| Болавен (Агатон)   | 29 декабря 2017 – 4 января 2018      | шторм                          | 65                            | 1002                                        | Филиппины, Вьетнам                                     | 10.9 млн     | 3              | [ 13 ]                                                          |
| Санба (Басянг)     | 8 – 16 февраля                       | шторм                          | 65                            | 1000                                        | Филиппины, Каролинские острова                         | 3.2 млн      | 14             | [ 17 ]                                                          |
| Джелават (Калой)   | 24 марта – 2 апреля                  | тайфун                         | 195                           | 915                                         | нет                                                    | нет          | нет            |                                                                 |
| 04W                | 10 – 15 мая                          | депрессия                      | 55                            | 1008                                        | нет                                                    | нет          | нет            |                                                                 |
| Эвиниар            | 2 – 9 июня                           | шторм                          | 75                            | 998                                         | Филиппины, Вьетнам, Южный Китай                        | 573 млн      | 8              | [ 33 ]                                                          |
| Маликси (Доменг)   | 4 – 11 июня                          | жестокий тропический шторм     | 120                           | 970                                         | Филиппины, Япония                                      | неизвестен   | 2              | [ 37 ]                                                          |
| TD                 | 4 –5 июня                            | депрессия                      | не определен                  | 1006                                        | нет                                                    | нет          | нет            |                                                                 |
| 07W                | 13 – 15 июня                         | шторм                          | 65                            | 993                                         | Тайвань, острова Рюкю                                  | нет          | нет            |                                                                 |
| Гаеми (Эстер)      | 13 – 16 июня                         | шторм                          | 85                            | 990                                         | Тайвань, острова Рюкю, Филиппины, Южный Китай          | нет          | 3              | [ 49 ]                                                          |
| TD                 | 17 –18 июня                          | депрессия                      | 55                            | 1000                                        | Южный Китай                                            | нет          | нет            |                                                                 |
| Прапирун (Флорита) | 28 июня – 4 июля                     | тайфун                         | 120                           | 960                                         | острова Рюкю, Япония, Корея, Дальний Восток            | минимальный  | 1              | [ 55 ]                                                          |
| Мария (Гардо)      | 3 –12 июля                           | тайфун                         | 195                           | 915                                         | Марианские острова,Тайвань,Восточный Китай             | 491 млн      | 1              | [ 132 ]                                                         |
| Шонтинь(Генри)     | 15 –24 июля                          | тропический шторм              | 75                            | 994                                         | Филиппины, Южный Китай, Вьетнам, Лаос, Таиланд, Мьянма | более 69 млн | 58             | [ 133 ] [ 134 ] [ 135 ] [ 136 ] [ 137 ] [ 138 ] [ 139 ] [ 140 ] |
| TD                 | 16 –17 июня                          | депрессия                      | не определена                 | 998                                         | Южный Китай, Вьетнам, Лаос                             | нет          | нет            |                                                                 |
| Ампил (Индай)      | 17 – 24 июля                         | жестокий тропический шторм     | 95                            | 985                                         | Острова Рюкю, Южный Китай                              | 17 млн       | 1              |                                                                 |
| 13W                | 20 – 23 июля                         | депрессия                      | 55                            | 996                                         | Филиппины, Тайвань, Восточный Китай                    | 26.2 млн     | 7              |                                                                 |
| Вуконг             | 22 – 26 июля                         | жестокий тропический шторм     | 95                            | 990                                         | нет                                                    | нет          | нет            |                                                                 |
| Джонгдари          | 23 июля –4 августа                   | тайфун                         | 140                           | 965                                         | Каролинские острова, острова Банин, Япония, Китай      | нет          | нет            |                                                                 |
| 16W                | 31 июля –2 августа                   | депрессия                      | 55                            | 1000                                        | нет                                                    | нет          | нет            |                                                                 |
| Шаньшань           | 2 августа – по настоящее время       | тайфун                         | 130                           | 970                                         | Марианские острова                                     | нет          | нет            |                                                                 |
| TD                 | 6 августа - по настоящее время       | депрессия                      | не определен                  | 1000                                        | нет                                                    | нет          | нет            |                                                                 |
| Итоги сезона       |                                      |                                |                               |                                             |                                                        |              |                |                                                                 |
| 21 циклонов        | 29 декабря 2017 - сезон продолжается |                                | 195                           | 915                                         |                                                        | 1.41 млрд    | 114            |                                                                 |